# Гидромеханика
Гидромеха́ника — прикладной раздел механики сплошных сред, изучающий движение жидкости, условия её равновесия и взаимодействия с разнообразными твёрдыми телами, поверхностями или препятствиями, которые смачиваются или омываются ею.

## Общие сведения
Считается, что гидромеханика включает в себя два основных раздела: гидростатику и гидродинамику. Ранее под гидромеханикой понималась вся гидроаэромеханика целиком, включая проблематику равновесия и движения сжимаемых сред, в XX веке наука о движении газов и сжимаемых жидкостей выделилась в отдельную отрасль гидроаэромеханики, которая стала называться газовой динамикой.
Гидромеханика изучает законы равновесия и движения жидкости, а также силовое взаимодействие между жидкостью и твёрдыми телами. При проведении исследований используются различные предположения, упрощения и экспериментальные данные, причем, оперируя определенными усреднёнными величинами, как правило, пытаются оценивать только принципиальные параметры явления; в результате получают возможность решать с помощью относительно простых приближенных эмпирических методов относительно сложные практические задачи механики жидкостей.
Другое название — механика жидкостей.
Кроме того, в область изучения гидромеханики как науки входит взаимодействие между жидкостью и телами, погружёнными в жидкость полностью либо частично, а также движущимися в жидкости.
В механике водонасыщенных горных пород гидромеханика — научное направление, изучающее основы механики водонасыщенных горных пород по проблемам гидрогеологии и инженерной геологии. Базируется на теории механики грунтов и геофильтрации.

## Исторический очерк
Появление прикладного интереса к проблематике современной гидромеханики задокументировано ещё с античности. Например, греческий учёный Архимед в своём трактате о плавающих телах сформулировал первые принципы гидростатики.
В середине XV века итальянский изобретатель Леонардо да Винчи занимался исследованием течения воды в каналах через водосливы и отверстия. Этот комплекс работ заложил фундамент экспериментальным методам в гидравлике. Итальянец Галлилео Галлилей и француз Блез Паскаль уделили много внимания вопросам гидростатики, фактически занимаясь развитием идей Архимеда. Итальянский математик Эванджелиста Торричелли создал и обосновал математическое выражение для скорости жидкости, вытекающей из отверстия — формулу Торричелли. Английский физик Исаак Ньютон вывел положения о внутреннем трении в потоке движущейся жидкости. Благодаря усилиям швейцарского физика Даниилa Бернулли и немецкого математика Леонарда Эйлера были созданы уравнения движения идеальной жидкости общего вида, что де факто положило начало теоретической гидромеханике. Однако в то время попытки применять эти уравнения давали приемлемые результаты только при решении узкого круга задач.
В конце XVIII века благодаря экспериментальным усилиям многих инженеров и исследователей появилось большое количество эмпирических формул, что увеличило разрыв между практической и теоретической частями гидродинамики. Однако исследование структуры потока жидкости привело к формированию в конце XIX века новых подходов к изучению течения жидкости, что позволило уменьшить эти противоречия. Значительный объём работы по тонким экспериментам с внутренним трением в процессе ламинарного движения жидкости был выполнен русским военным учёным Николаем Петровым. Исследования британского физика Осборна Рейнольдса позволили расширить понимание переходных процессов от ламинарного движения к турбулентному и разобраться в феномене гидравлического сопротивления. 
Вслед за этим комплекс работ русского механика Николая Жуковского и немецкого физика Людвига Прандтля вывели понимание ряда фундаментальных проблем на новый уровень. В частности, их усилия позволили создать так называемые полуэмпирические теории турбулентности, которые нашли всемирное признание и практическое применение.